# Aiax (Sofocle)
Aiax este o tragedie scrisă de Sofocle. Nu se cunoaște data apariției, însă cei mai specialiști sunt de părere că tragedia a fost scrisă spre sfârșitul carierei lui Sofocle. În această operă literară este prezentat destinul eroului Aiax (personaj ce apare și în Iliada) după terminarea Războiul Troian. 

Aiax pregătindu-se pentru sinucidere

Viteazul ostaș Aiax, a cărui onoare de luptător a fost știrbită de compatrioți, a hotărât să se răzbune. Orbit de această dorință, el se aruncă, într-un moment de nebunie, asupra unei turme de oi pe care le sfârtecă și le risipește. Venindu-și în fire și cuprins de rușine pentru cele petrecute, el se aruncă în sabie, predându-se morții de bună voie.